# モラーヌ・ソルニエ P
モラーヌ・ソルニエ P
- 用途：偵察機
- 製造者：モラーヌ・ソルニエ
- 運用者**フランス空軍
  - イギリス陸軍航空隊
- 生産数：595機
- 運用開始：1914年

モラーヌ・ソルニエ P（Morane-Saulnier P）は第一次世界大戦当時のフランスの偵察機。パラソル単葉、複座。フランス空軍向けに595機が生産され、イギリス軍も1916年から1917年にかけて使用した。
「P」は「L」の拡大・馬力強化型である。同様の機体にモラーヌ・ソルニエ LAがあるが、Pの方がより広く使用された。

## 運用者
- フランス
- イギリス
- 日本
- ブラジル
- ロシア帝国

## 性能諸元（モラーヌ・ソルニエ P）
諸元
- 乗員: 2
- 全長: 7.2 m
- 全高: 3.47 m
- 翼幅: 11.2 m
- 運用時重量: 730 kg
- 動力: ル・ローヌ9J 空冷ロータリー式、82 kW （110 hp）   × 1

性能
- 最大速度: 156 km/h （高度2,000 m）
- 航続距離: 2時間30分
- 実用上昇限度: 3,658 m

武装
- 固定武装: 機銃 1-2 挺